# Myriam Hemes Njimegne Nkwa
 (octobre 2024).
Myriam Hemes Njimegne Nkwa est une médecin épidémiologiste de terrain au Cameroun née le 7 janvier 1994. Elle est fondatrice et présidente de l'association YOHEDA (Youth for Health and Development of Africa), une organisation à but non lucratif dédiée à la santé et au développement en Afrique. Le 23 juillet 2024, elle est élue présidente du Conseil pour le Suivi des Recommandations du Nouveau Sommet Afrique-France (CNSAF), remplaçant Jacques Jonathan Nyemb, son prédécesseur à la tête de cette institution visant à recentrer la coopération entre l’Afrique et l’Europe autour des défis communs aux deux continents.

## Formation
Hemes Nkwa obtient son diplôme de médecine en 2017 à la Faculté de Médecine et des Sciences Biomédicales de Yaoundé. Elle poursuit avec un Master en Coopération internationale, action humanitaire et développement durable à l'IRIC, en partenariat avec l'Université Cà Foscari en Italie. En 2023, elle complète un Master en Épidémiologie de terrain à l'Université de Buéa, en collaboration avec le CDC d'Atlanta.
Elle poursuit plusieurs formations dans des institutions internationales, dont un programme en « leadership et management public » à la Wayne State University en 2021, et un cours en « diplomatie et santé » à l'Institut International de Genève. Hemes est lauréate du programme Mandela Washington Fellowship 2021. De décembre 2023 à janvier 2024, elle renforce son apprentissage en journalisme à l'École publique de journalisme de Tours (EPJT) où elle suit un cours sur les projets éditoriaux. Peu après, elle effectue un stage de perfectionnement dans les rédactions de France 24 et de RFI.

## Carrière
En tant que blogueuse spécialisée en fact-checking sur les questions de santé, Hemes Nkwa se distingue pendant la pandémie de coronavirus par son engagement contre la désinformation. Elle reçoit plusieurs distinctions, dont celle de Meilleure fact-checkeuse spécialisée au Cameroun, Meilleur article sur le 75e anniversaire des Nations unies et Meilleure blogueuse féminine 2021 selon PLAN Cameroun.
Du 12 novembre 2021 au 31 mars 2022, elle est coach Civic pour un programme de formation en ligne de l'Organisation des Nations Unies pour la formation et la recherche (UNITAR) sur le renforcement des compétences numériques dans le Sahel. Dans ce cadre, elle participe à la formation de 200 jeunes au Tchad, Sénégal, Mali, Burkina Faso, Niger, Mauritanie et Cameroun.
Elle mène également des campagnes de sensibilisation sur la santé via son association YOHEDA, avec un engagement à faciliter l’accès aux informations sanitaires pour les personnes vulnérables. Engagée dans la lutte contre la désinformation, elle organise le 18 octobre 2024 à Yaoundé une conférence sur ce thème en Afrique Centrale, avec le soutien de l’Agence Science-Presse Canada, de Journalisme & Citoyenneté, de Factoscope.fr et de l’Organisation Internationale de la Francophonie. Plus de 100 participants, parmi lesquels des journalistes, des blogueurs, des chercheurs, des leaders associatifs et des universitaires, ont participé à cette rencontre qui avait pour objectif la mise sur pied d'une feuille de route pour combattre la désinformation scientifique en Afrique Centrale.